# 学校法人石川学園
学校法人石川学園（がっこうほうじんいしかわがくえん）は、神奈川県横浜市西区中央にある学校法人。高等専修学校、専門学校、日本語学校、幼稚園まで展開している。
1948年に洋裁技術の普及を目指し、横浜市西区に開校した「公認戸部洋裁専門女学院」が前身である。

## 沿革
- 1948年（昭和23年） - 初代理事長石川和平が公認戸部洋裁専門女学院として10月8日に創立。
- 1954年（昭和29年） - 横浜市西区杉山町（現在西区中央1丁目）に杉之子幼稚園を設立。
- 1978年（昭和53年） - 戸部洋裁学院の専修学校への移管完了、専門課程を創設。杉之子幼稚園の園舎完成。
- 1997年（平成9年） - 校舎建て替えにより石川学園総合ビル竣工。
- 2000年（平成12年） - 杉之子幼稚園にて、子育て支援として未就園児教室（にこにこ教室）開始。
- 2001年（平成13年） - 「戸部洋裁学院」を「横浜デザイン学院」に校名を変更。「日本語学科」を新設。第一期留学生を迎える。
- 2002年（平成14年） - 杉之子幼稚園にて、子育て支援として横浜市預かり保育開始。
- 2014年（平成26年） - 横浜デザイン学院の専門課程が文部科学省職業実践専門課程の認可を受ける。杉之子幼稚園園舎の大規模修繕工事を実施。

## 専修教育事業
- 石川学園横浜デザイン学院 専門課程
- 石川学園横浜デザイン学院 高等課程

## 日本語学校事業
- 石川学園横浜デザイン学院 日本語学科

## 横浜デザイン学院 所在地
- 〒220-0051 神奈川県横浜市西区中央1-33-6

## 幼児教育事業
- 横浜市認定預かり保育実施園 石川学園 杉之子幼稚園

## 杉之子幼稚園 所在地
- 〒220-0051 神奈川県横浜市西区中央1-16-2